# Sin ti (canción de Hombres G)
«Sin ti» es la décima y última canción del primer álbum de estudio oficialmente grabado por Hombres G, de hombre homónimo. La versión original es de Vladimir Cosma, grabada por Richard Sanderson como "Reality". La adaptación fue realizada por D. Summers.
- Datos: Q2891819